# روسي دي بالما
روسي دي بالما (بالإسبانية: Rossy de Palma)‏ هي عارضة وممثلة إسبانية، ولدت في 16 سبتمبر 1964 في إسبانيا.

## أعمال

### أفلام
- (1994) ملابس جاهزة[6]
- (2009) عناقات مكسورة[7][8]

## وصلات خارجية
- روسي دي بالما على موقع IMDb (الإنجليزية)
- روسي دي بالما على موقع روتن توميتوز (الإنجليزية)
- روسي دي بالما على موقع قاعدة بيانات الأفلام العربية
- روسي دي بالما على موقع ألو سيني (الفرنسية)
- روسي دي بالما على موقع ميوزك برينز (الإنجليزية)
- روسي دي بالما على موقع أول موفي (الإنجليزية)
- روسي دي بالما على موقع قاعدة بيانات الأفلام السويدية (السويدية)
- روسي دي بالما على موقع ديسكوغز (الإنجليزية)
- روسي دي بالما على موقع قاعدة بيانات الفيلم (الإنجليزية)
- روسي دي بالما على موقع كينوبويسك (الروسية)